# Herb gminy Wilków (województwo lubelskie)
Herb gminy Wilków – jeden z symboli gminy Wilków, autorstwa Henryka Seroki, ustanowiony 21 listopada 2011.

## Wygląd i symbolika
Herb przedstawia na tarczyw polu czerwonym na zielonej podstawie wilka srebrnego z językiem złotym skaczącego na krzew chmielu zielony. Symbolika herbu odnosi się do dwóch elementów tożsamości Gminy: poprzez figurę wilka do nazwy Gminy, zaś poprzez motyw chmielu do charakterystycznej cechy jej życia gospodarczego.